# Järpås landsfiskalsdistrikt
Järpås landsfiskalsdistrikt var 1918-1941 ett landsfiskalsdistrikt i Skaraborgs län, bildat när Sveriges indelning i landsfiskalsdistrikt trädde i kraft den 1 januari 1918, enligt beslut den 7 september 1917. När Sveriges nya indelning i landsfiskalsdistrikt trädde i kraft den 1 oktober 1941 (enligt kungörelsen den 28 juni 1941) upphörde landsfiskalsdistriktet och av dess ingående kommuner överfördes Gillstad, Häggesled, Järpås, Lavad, Norra Kedum, Tranum, Tådene, Uvered och Väla till Läckö landsfiskalsdistrikt och kommunerna Kållands-Åsaka, Mellby och Råda till Kinnefjärdings landsfiskalsdistrikt.
Landsfiskalsdistriktet låg under länsstyrelsen i Skaraborgs län.

## Ingående områden

### Från 1918
Kållands härad:
- Gillstads landskommun
- Häggesleds landskommun
- Järpås landskommun
- Kållands-Åsaka landskommun
- Lavads landskommun
- Mellby landskommun
- Norra Kedums landskommun
- Råda landskommun
- Tranums landskommun
- Tådene landskommun
- Uvereds landskommun
- Väla landskommun